# علی میرمیران
سید علی میرمیران  کاپیتان اسبق تیم ملی ووشو ایران و پر افتخار ترین ووشوکار تاریخ ایران در بخش ساندا مبارزه تن به تن می‌باشد. وی دو بار در سنگین‌وزن مسابقات قهرمانی جهان در سال‌های ۱۹۹۷ و ۱۹۹۹ به نشان طلا دست یافته و دارندهٔ نشان طلای مسابقات آسیایی در سال ۲۰۰۰ و برنز جهان در سال ۲۰۰۱ است.